# Medaillenspiegel der Olympischen Winterspiele 1960
Diese Tabelle zeigt den Medaillenspiegel der Olympischen Winterspiele 1960 in Squaw Valley. Die Platzierungen sind nach der Anzahl der gewonnenen Goldmedaillen sortiert, gefolgt von der Anzahl der Silber- und Bronzemedaillen. Weisen zwei oder mehr Länder eine identische Medaillenbilanz auf, werden sie alphabetisch geordnet auf dem gleichen Rang geführt. Dies entspricht dem System, das vom IOC verwendet wird.
Beim Eisschnelllauf über 1500 m wurden zwei Goldmedaillen und daher keine Silbermedaille vergeben.

## Medaillenspiegel
| Platz | Mannschaft                      | Gold | Silber | Bronze | Gesamt |
| ----- | ------------------------------- | ---- | ------ | ------ | ------ |
| 01    | Sowjetunion (URS)               | 7    | 5      | 9      | 21     |
| 02    | Gesamtdeutsche Mannschaft (EUA) | 4    | 3      | 1      | 8      |
| 03    | Vereinigte Staaten (USA)        | 3    | 4      | 3      | 10     |
| 04    | Norwegen (NOR)                  | 3    | 3      | —      | 6      |
| 05    | Schweden (SWE)                  | 3    | 2      | 2      | 7      |
| 06    | Finnland (FIN)                  | 2    | 3      | 3      | 8      |
| 07    | Kanada (CAN)                    | 2    | 1      | 1      | 4      |
| 08    | Schweiz (SUI)                   | 2    | —      | —      | 2      |
| 09    | Österreich (AUT)                | 1    | 2      | 3      | 6      |
| 10    | Frankreich (FRA)                | 1    | —      | 2      | 3      |
| 11    | Polen (POL)                     | —    | 1      | 1      | 2      |
| 0     | Niederlande (NED)               | —    | 1      | 1      | 2      |
| 13    | Tschechoslowakei (TCH)          | —    | 1      | —      | 1      |
| 14    | Italien (ITA)                   | —    | —      | 1      | 1      |
|       | Gesamt                          | 28   | 26     | 27     | 81     |